# Weltraumgegenstand

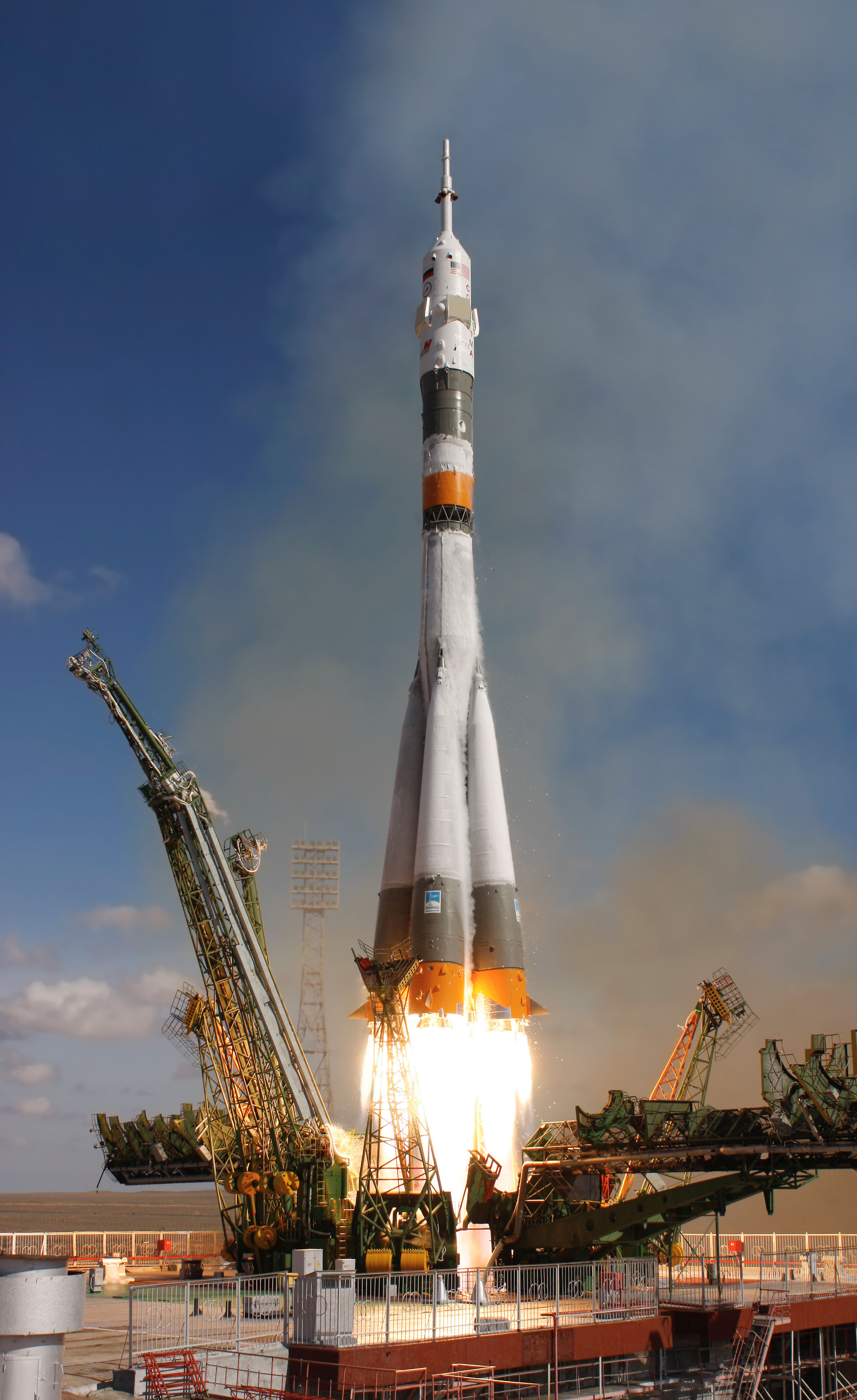
Nach dem Start wird eine Rakete (hier:Sojus TMA-13) zum Weltraumgegenstand.

Ein Weltraumgegenstand (engl. space object, frz. object spacial) ist ein Gegenstand, der von der Erde aus in den Weltraum gestartet wurde oder nach einem Startversuch dorthin hätte gelangen sollen. Der Begriff umfasst laut dem Übereinkommen über die völkerrechtliche Haftung für Schäden durch Weltraumgegenstände und dem Weltraumregistrierungsübereinkommen auch die Bestandteile eines Weltraumgegenstands sowie sein Trägerfahrzeug und dessen Teile.

## Begriff
Der Begriff Weltraumgegenstand wird vor allem im Übereinkommen über die völkerrechtliche Haftung für Schäden durch Weltraumgegenstände und im Weltraumregistrierungsübereinkommen definiert. Da es auf die Funktionsfähigkeit des Gegenstands nicht ankommt, fällt unter den Begriff auch der sog. Weltraumschrott, nicht aber die natürlichen Weltraumressourcen.

## Haftung für Weltraumgegenstände
Zu Beginn der 1970er Jahre wurde den Staaten, die den Weltraum bereits nutzten, klar, dass Weltraumgegenstände, auch wenn Vorsichtsmaßnahmen getroffen werden, zu Schäden führen können. Die Reaktion waren zwei völkerrechtliche Verträge, mit denen unter anderem das Risiko vermindert und die Sorgfalt erhöht werden sollte:
- das Übereinkommen über die völkerrechtliche Haftung für Schäden durch Weltraumgegenstände (1972) und
- das Weltraumregistrierungsübereinkommen (1974).

Bereits zuvor (1968) war das
- Übereinkommen über die Rettung und die Rückführung von Raumfahrern sowie die Rückgabe von in den Weltraum gestarteten Gegenständen

abgeschlossen worden.
Die Haftung für Weltraumgegenstände ist in den Artikeln 2 ff. des Übereinkommens über die völkerrechtliche Haftung für Schäden durch Weltraumgegenstände geregelt und nach dem Weltraumvertrag sind Staaten bzw. internationale zwischenstaatliche Organisationen für ihre nationalen Tätigkeiten im Weltraum völkerrechtlich verantwortlich.
Im Mondvertrag ist in Artikel 13 zusätzlich geregelt, wenn ein Vertragsstaat des Mondvertrags „Kenntnis von der Bruchlandung, Notlandung oder sonstigen unbeabsichtigten Landung eines nicht von ihm gestarteten Weltraumgegenstands oder von dessen Bestandteilen auf dem Mond“ erlangt, dieser umgehend den Startstaat und den Generalsekretär der Vereinten Nationen zu unterrichten hat.

## Registrierung von Weltraumgegenständen
Nach Artikel II des Weltraumregistrierungsübereinkommens haben Startstaaten bzw. internationale zwischenstaatliche Organisationen, wenn der Weltraumgegenstand in einen Satellitenorbit oder darüber gelangen soll, diesen Weltraumgegenstand durch eine Eintragung in ein entsprechendes von ihm zu führendes Register zu erfassen. Die Anlegung des Registers ist dem Generalsekretär der Vereinten Nationen zu melden und der Generalsekretär der Vereinten Nationen führt ebenfalls ein Register, in dem nach Artikel IV Weltraumregistrierungsübereinkommen zumindest folgende Angaben über einen Weltraumgegenstand eingetragen werden, die in vollem Umfang und frei zugänglich sein müssen:
- Name des Startstaates oder Startstaaten;
- eine geeignete Bezeichnung des Weltraumgegenstands oder seiner Registernummer;
- Datum und Hoheitsgebiet oder Ort des Startes;
- grundlegende Parameter der Umlaufbahn, einschließlich:
  - Umlaufzeit,
  - Bahnneigung,
  - Apogäum,
  - Perigäum;
- allgemeine Funktion des Weltraumgegenstands, und
- wenn sich der Weltraumgegenstand nicht mehr im Weltraum befindet.

## Rückgabe von Weltraumgegenständen
Gemäß Artikel 5 des Übereinkommens über die Rettung und die Rückführung von Raumfahrern sowie die Rückgabe von in den Weltraum gestarteten Gegenständen (Weltraumrettungsübereinkommen) kann an den auf die Erde zurückgefallenen Weltraumgegenständen kein originäres Eigentum erworben werden nur durch den Umstand, dass der Weltraumgegenstand wieder zurück zur Erde fällt. Weltraumgegenstände, die auf das Hoheitsgebiet eines Vertragsstaates des Weltraumrettungsübereinkommens gelangen, müssen von diesem Vertragsstaat auf Kosten des Startstaates auf dessen Ersuchen geborgen und zurückgegeben werden.